# Moiré stygien
Pour les articles homonymes, voir Moiré.
Erebia styx
Espèce
Statut de conservation UICN

 LC  : Préoccupation mineure
Le Moiré stygien (Erebia styx) est un lépidoptère appartenant à la famille des Nymphalidae, à la sous-famille des Satyrinae et au genre Erebia.

## Dénomination
Erebia styx a été nommé par Christian Friedrich Freyer en 1834.

### Noms vernaculaires
Le Moiré stygien se nomme Stygian Ringlet en anglais.

### Sous-espèces
- Erebia styx styx
- Erebia styx triglitesFruhstorfer;
- Erebia styx trentae Lorkovic[2].

## Description
Le Moiré stygien est un petit papillon marron foncé à bande postdiscale cuivre foncé avec deux ocelles geminés ou non pupillés de blanc à l'apex de l'aile antérieure et trois ocelles pupillés de blanc aux postérieures dans la bande postdiscale orange entrecoupée par les nervures.
Le revers de l'aile antérieure est roux plus ou moins foncé suivant les sous-espèces, bordé de marron avec les deux ocelles le plus souvent géminés pupillés de blanc à l'apex  alors que le revers des postérieures est marron pour le mâle, gris clair chiné pour la femelle, les deux avec trois à quatre petits ocelles pupilles de blanc en ligne postdiscale.

## Biologie
Le développement larvaire se déroule sur deux cycles saisonniers dans certaines localités.

### Période de vol et hivernation
L'imago vole de début juillet à début septembre.

### Plantes hôtes
La plante hôte de ses chenilles est Sesleria varia.

## Écologie et distribution
Il est présent dans les Alpes dans le sud-est de la Suisse, le nord de l'Italie, le sud-est de l'Allemagne et de l'Autriche et l'ouest de la Slovénie.
En France il a été anciennement signalé dans le département des Vosges

### Biotope
Il réside sur les pentes rocheuses sèches.